# 崇福寺 (岐阜市)

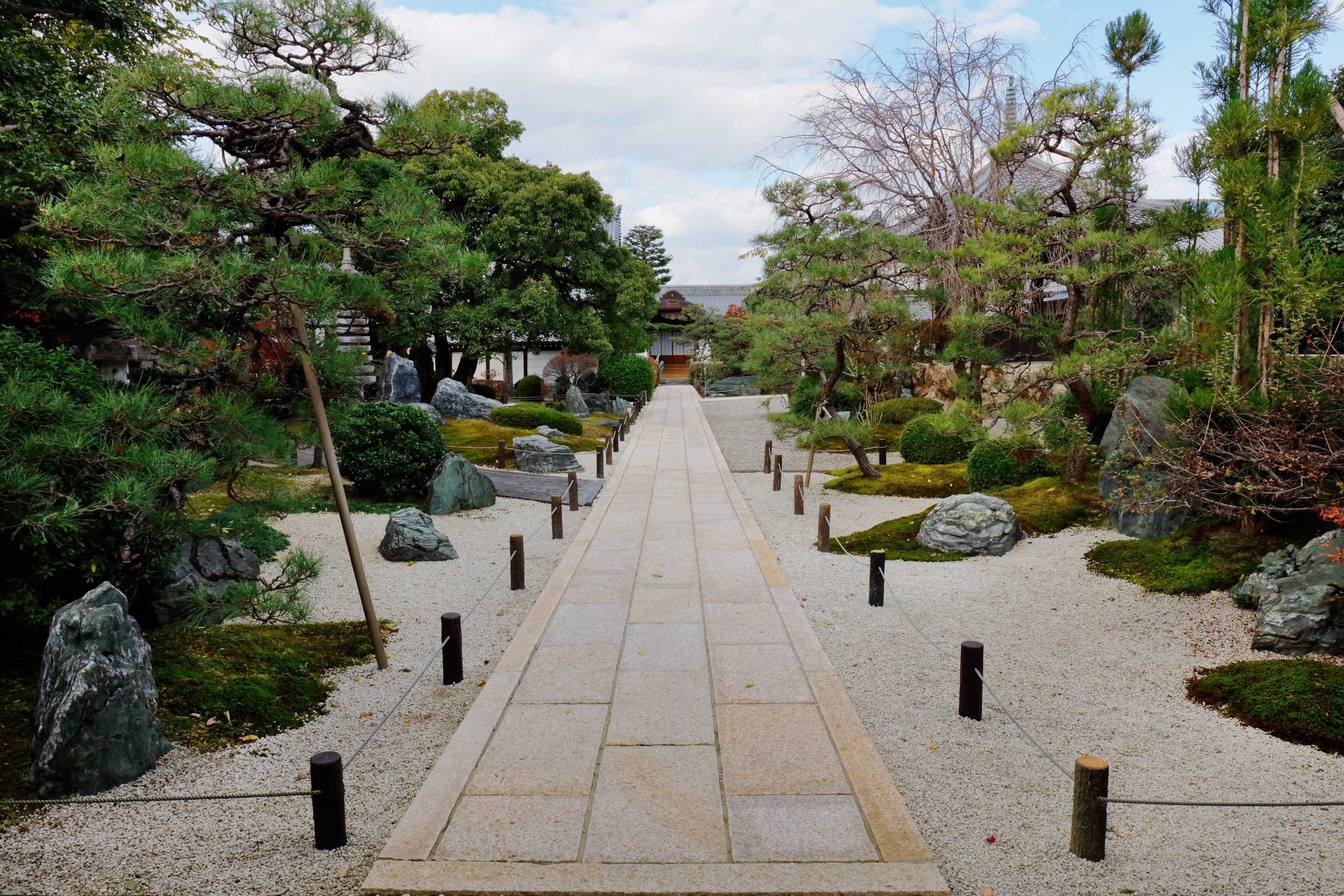
境内

崇福寺（そうふくじ）は、岐阜県岐阜市にある臨済宗妙心寺派の寺院である。山号は神護山。織田信長、有栖川宮家ゆかりの寺院である。
本尊は延命地蔵菩薩、聖観音。
美濃三十三観音霊場第十四番札所。

## 沿革
伝承によれば、鎌倉時代に創建。荒廃していたのを1511年（永正8年）に斉藤利匡の手で移転整備。1517年（永正14年）に改称したという。
別の説としては、1469年（文明元年）に、土岐成頼と斎藤長弘が建立し、1493年（明応2年）に開山したという。
1567年（永禄10年）、織田信長が岐阜に入ると、崇福寺は織田家の菩提寺となる。1582年（天正10年）、本能寺の変により織田信長と織田信忠が亡くなると、2人の遺品は側室のお鍋の手で岐阜城から崇福寺に持ち込まれ、織田信長・信忠廟所に埋められたという。
1600年（慶長5年）、織田秀信は石田三成の挙兵に呼応し、関ヶ原の戦いの前哨戦で岐阜城に立てこもるが、福島正則や池田輝政らに攻められて落城する。岐阜城が廃城後、崇福寺は岐阜城天守の床板を譲り受け、この戦いで戦死した38名の武将を弔う為に本堂の天井板に使用したという言い伝えがある。
江戸時代には朱印地となり保護を受け繁栄する。また、有栖川宮の祈願所となる。春日局と関係があることから、徳川家光は特に保護をしていたという。

## 文化財

### 岐阜市重要文化財
- 非情成仏絵巻2巻
- 絹本著色涅槃図
- 絹本著色釈迦三尊十六羅漢図

### 岐阜市史跡
- 織田信長父子廟

### その他
- 織田信長の書状、肖像画、櫓時計、清洲城の鯱といった織田信長ゆかりの品や、徳川家光、有栖川宮ゆかりの品を多数保有する。

## 所在地
- 岐阜県岐阜市長良福光2403-1

## 交通アクセス
岐阜バス「長良川国際会議場北口」バス停が最寄りである。徒歩2分。
- JR岐阜駅北口・「JR岐阜」バス停から
  - 10番のりば発 三田洞線（K50）長良八代公園行き・（K51）三田洞団地行き・（K55）彦坂真生寺行き
  - 11番のりば発 市内ループ線左回り
  - 11番のりば発 市内ループ線右回り（やや遠回り）
  - 8番のりば発 忠節長良線（C31）おぶさ行き（やや遠回りで本数も少ない）
- 名鉄岐阜駅隣・「名鉄岐阜」バス停（岐阜バスターミナル）から
  - Cのりば発 三田洞線（K50）長良八代公園行き・（K51）三田洞団地行き・（K55）彦坂真生寺行き
- 名鉄岐阜駅前・「名鉄岐阜」バス停（神田町通り）から
  - 4番のりば発 市内ループ線左回り

## その他
- 恵林寺の僧で、「安禅必ずしも山水を用いず、心頭滅却すれば火も亦た涼し」の辞世で知られる快川紹喜は、崇福寺の三世住職になる。

## 参考画像

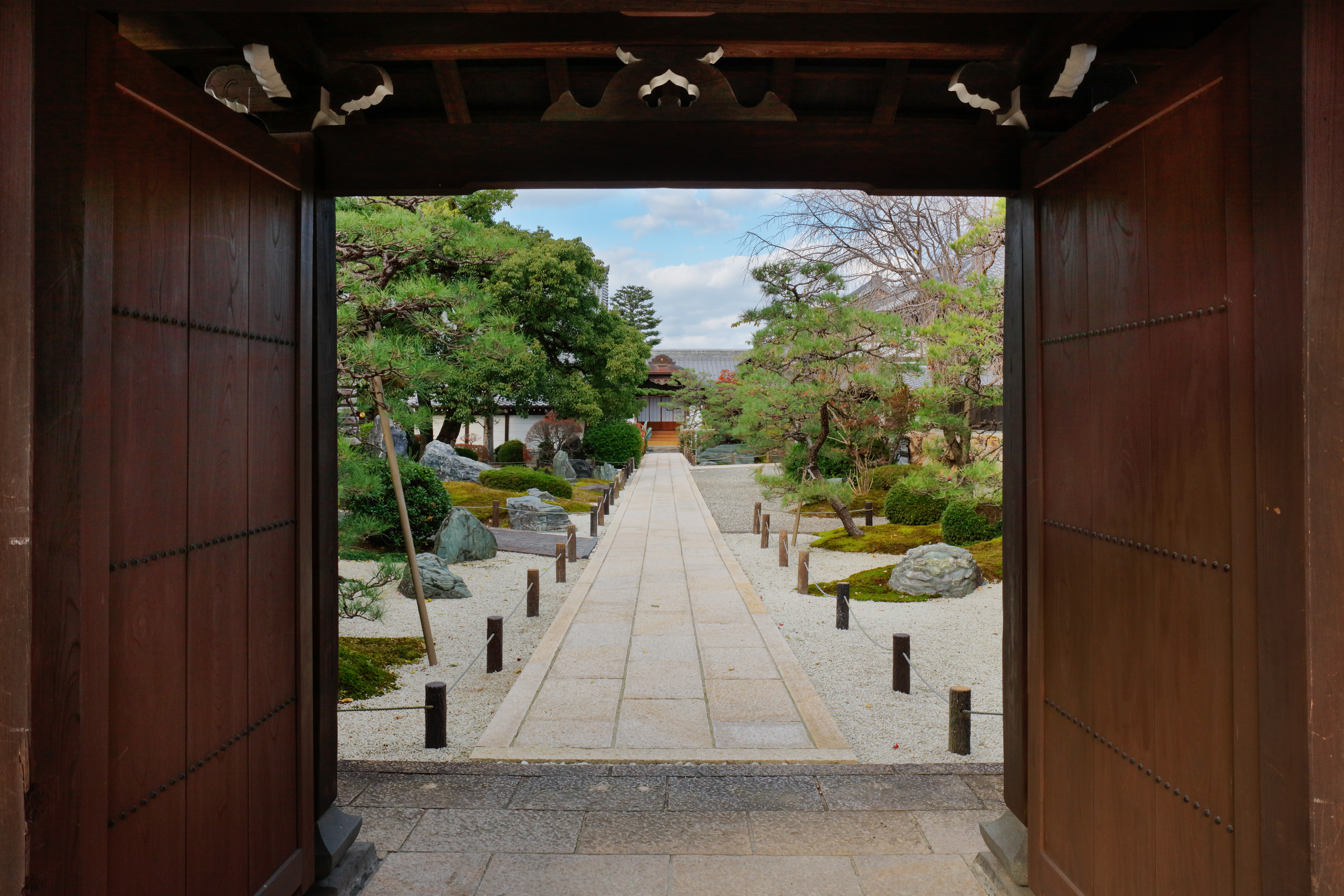
山門から境内を望む
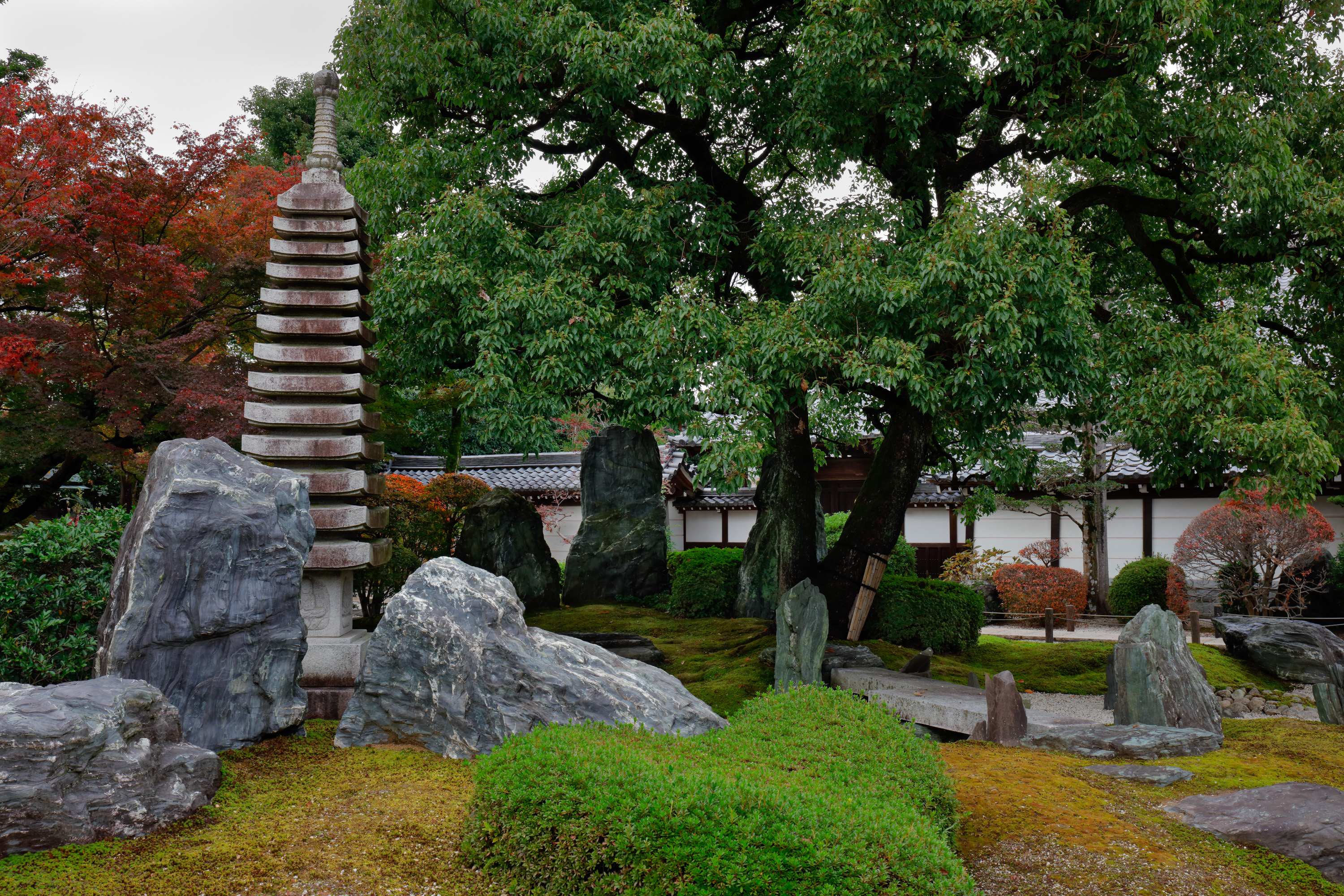
境内
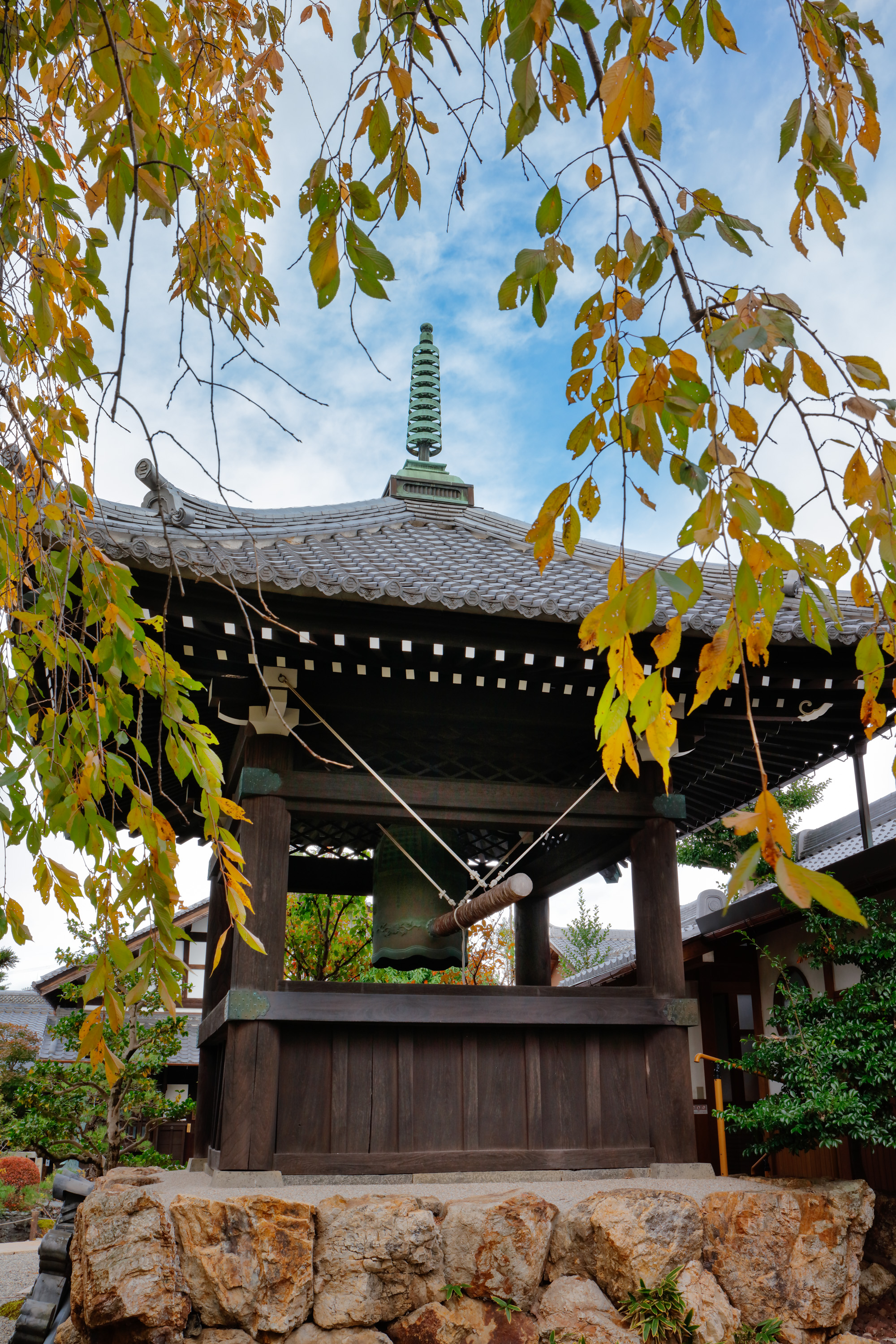
鐘楼
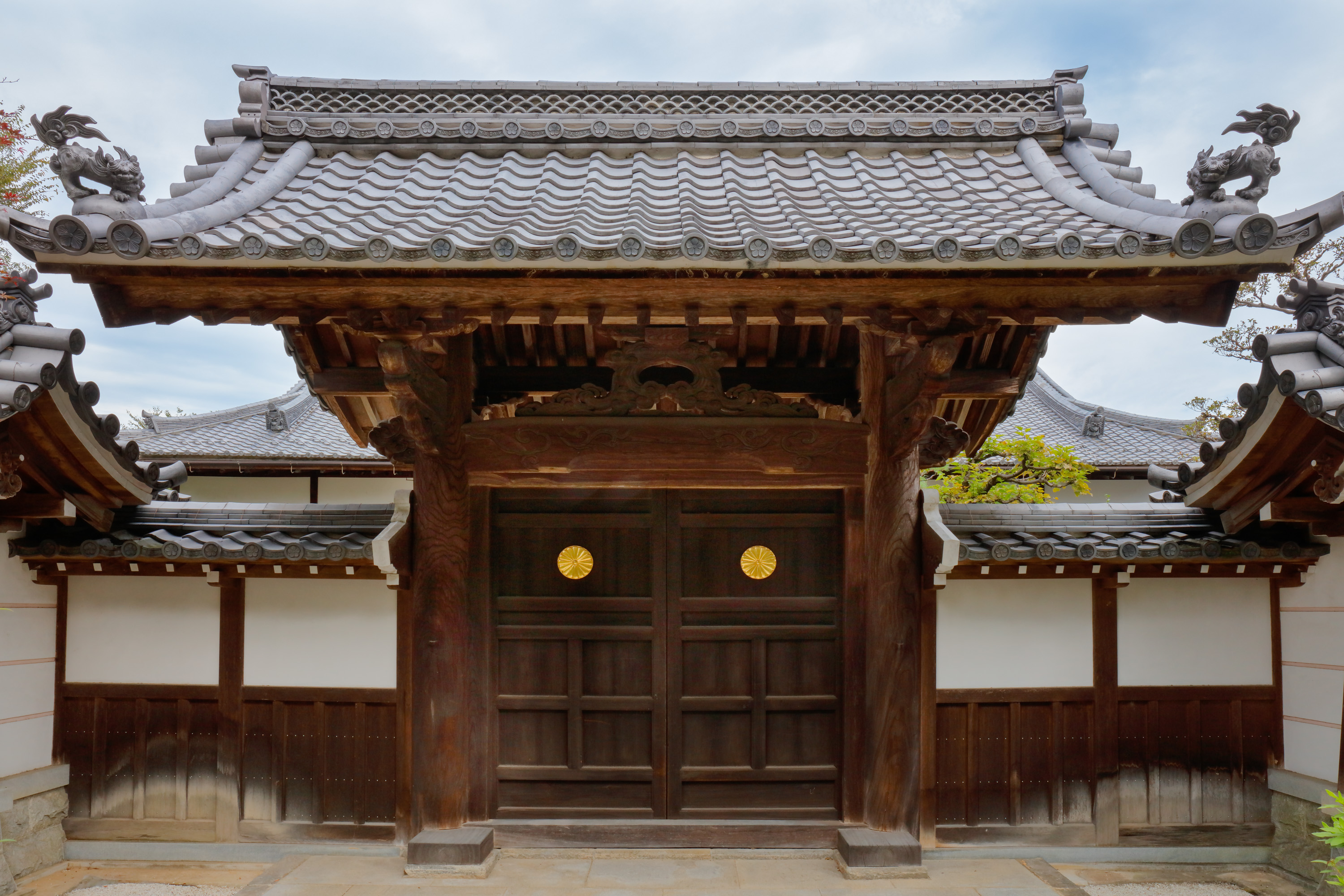
中門（勅使門）
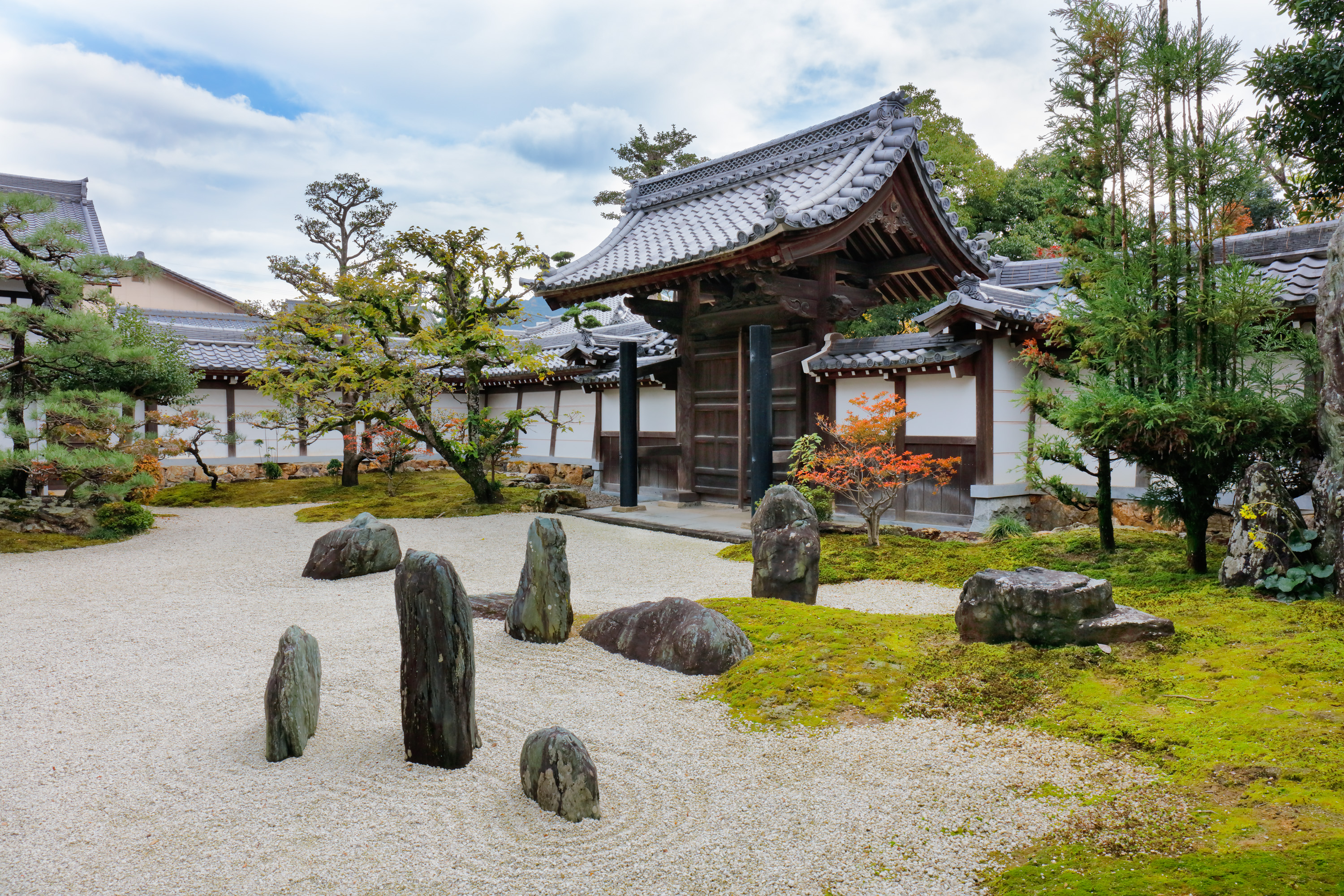
本堂前庭 石庭
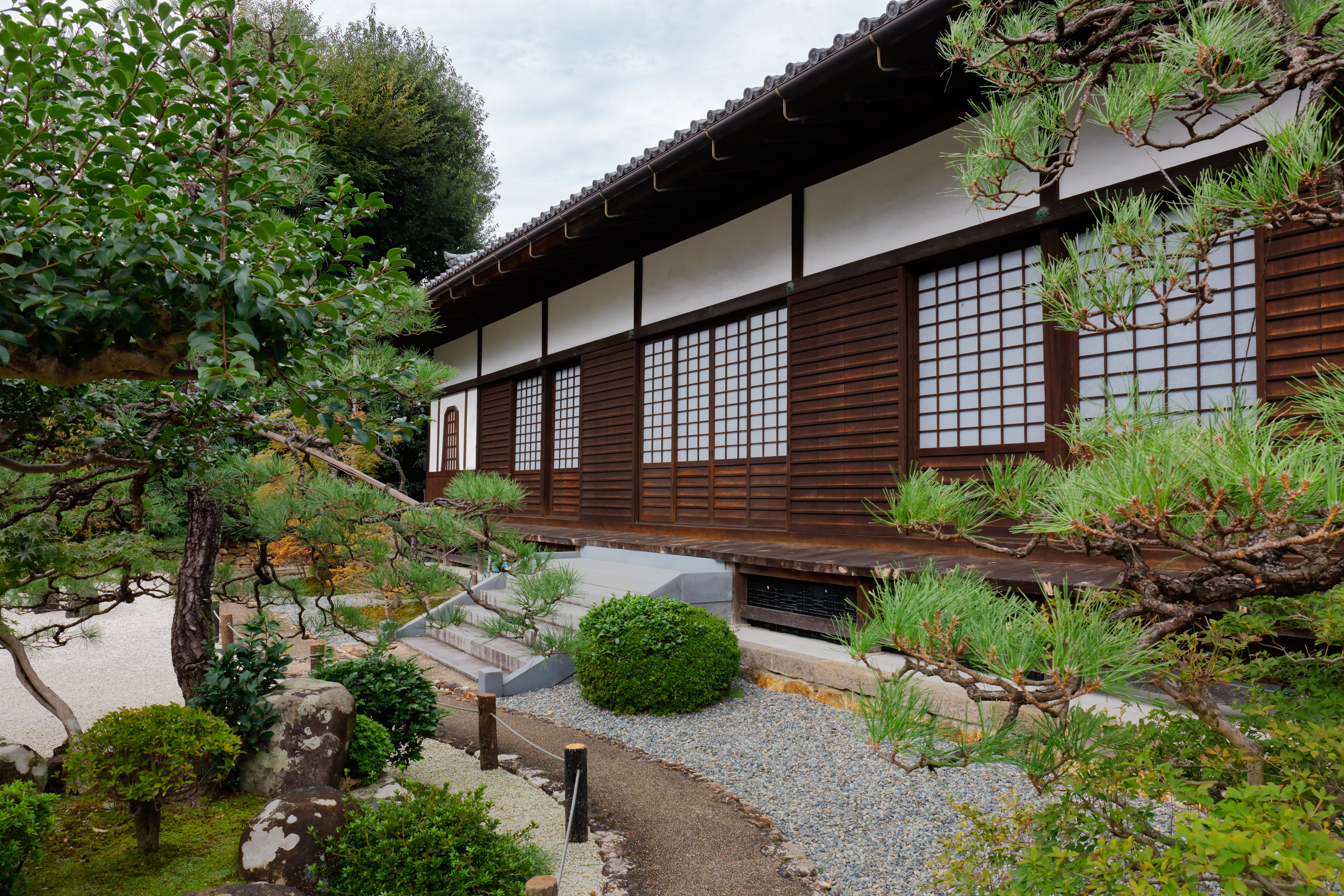
本堂
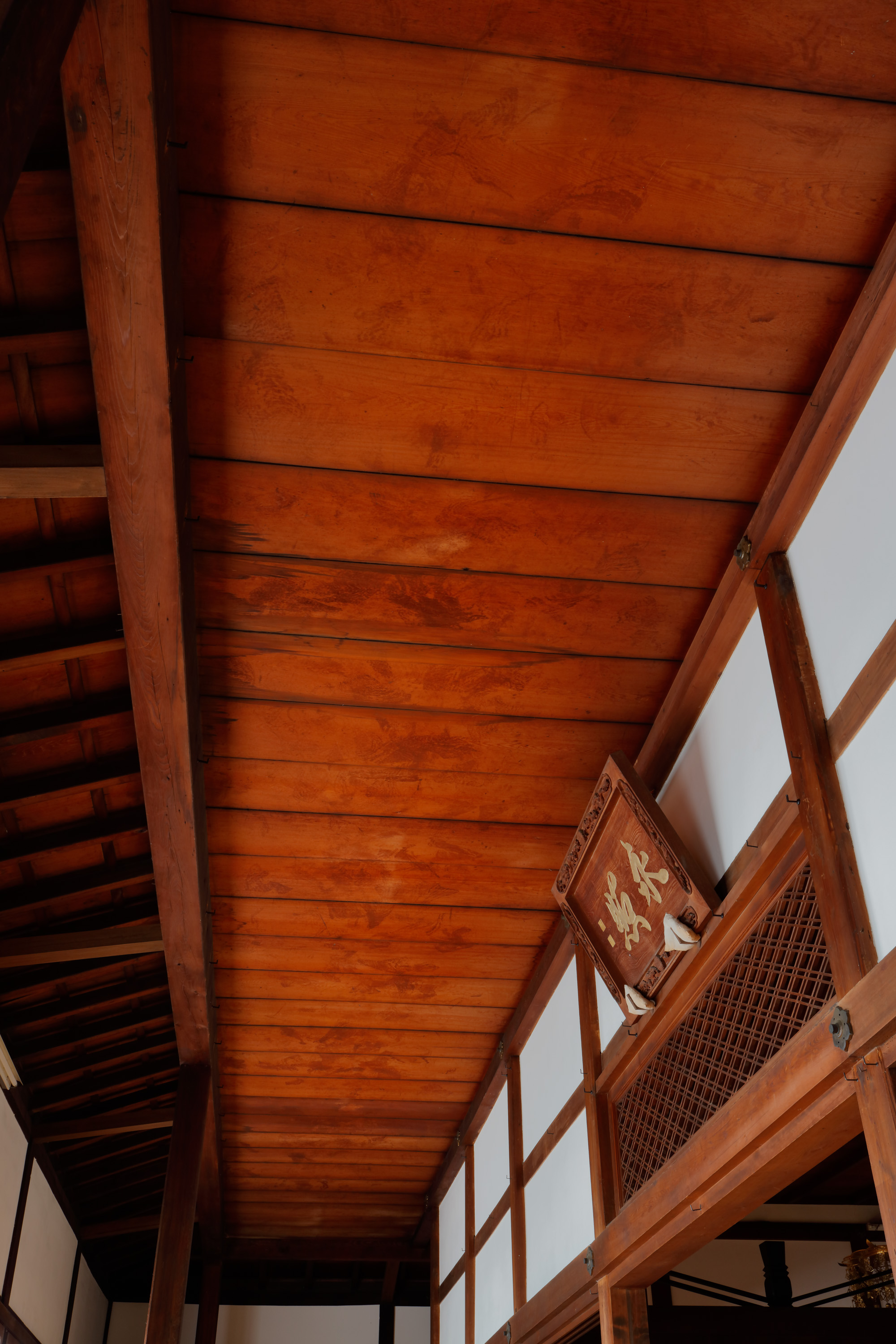
本堂血天井
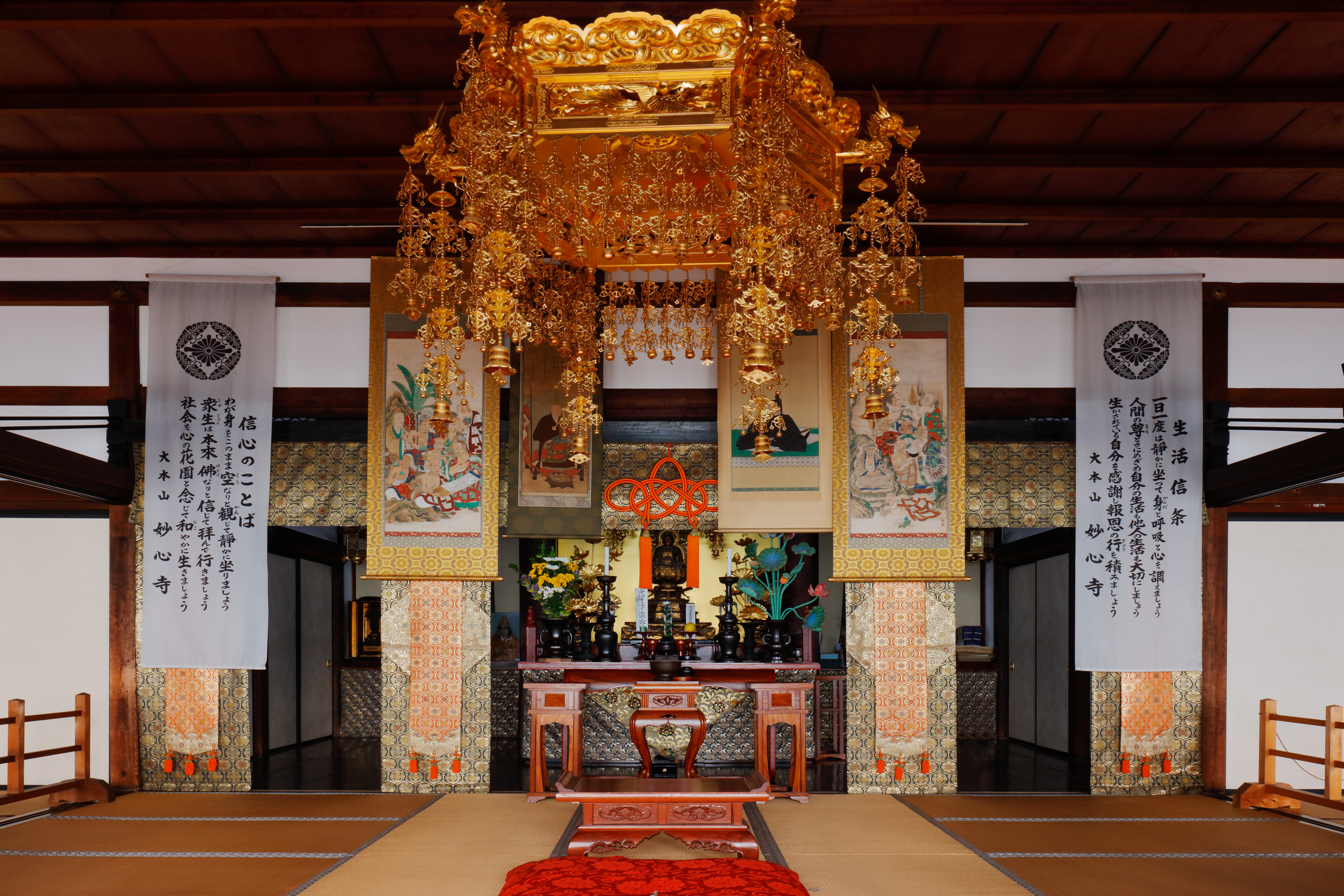
本堂内部
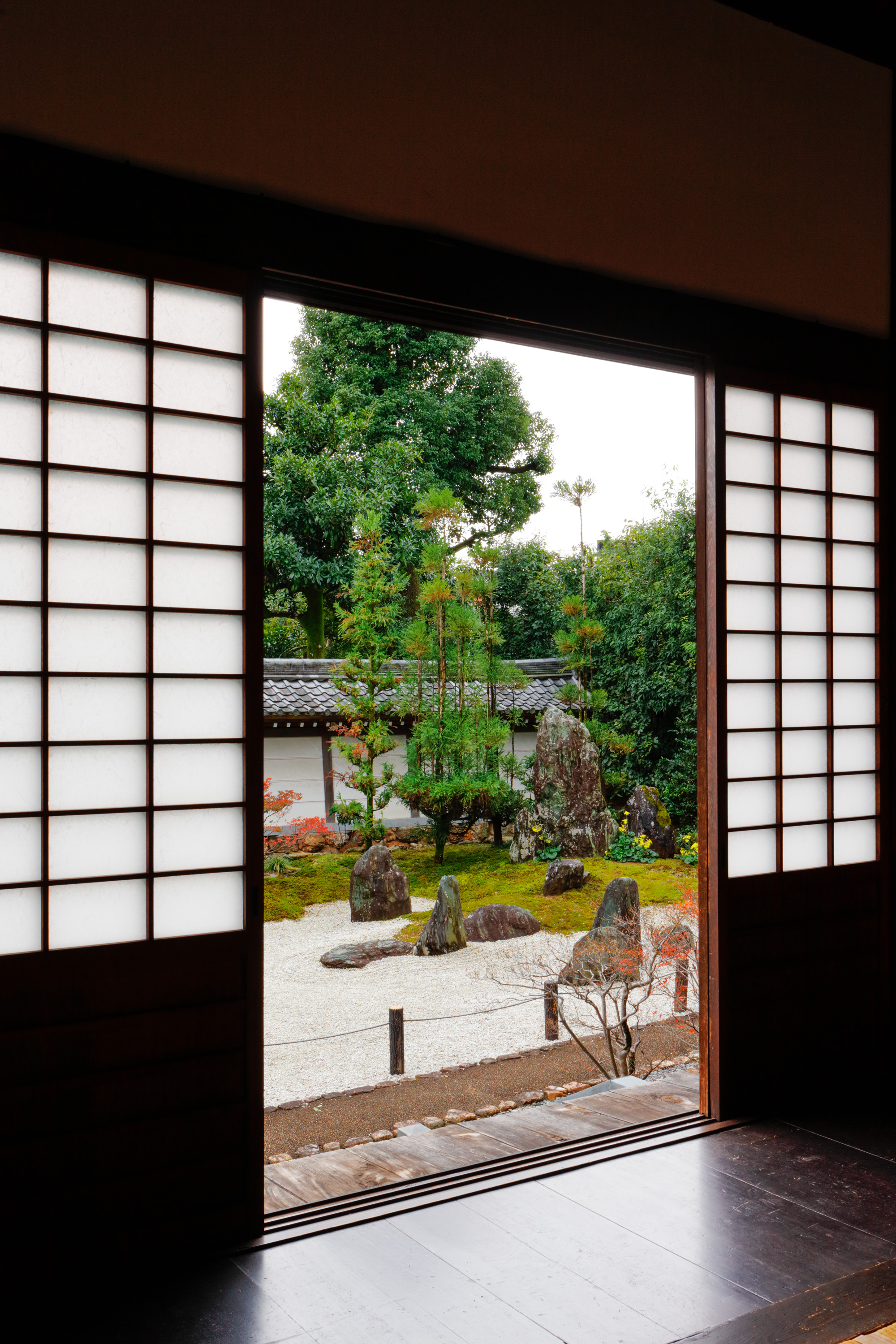
本堂から石庭を望む
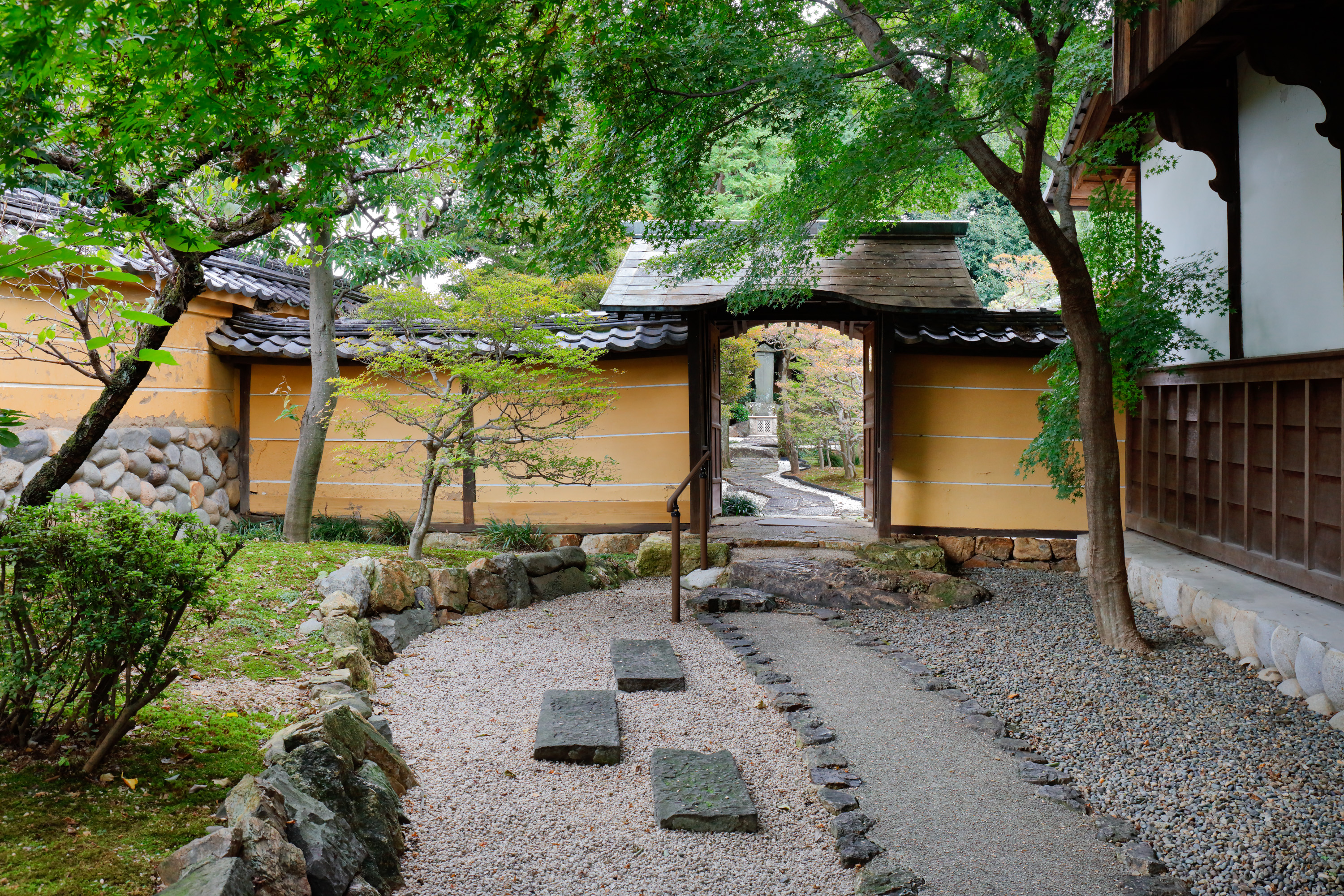
織田信長父子廟を望む
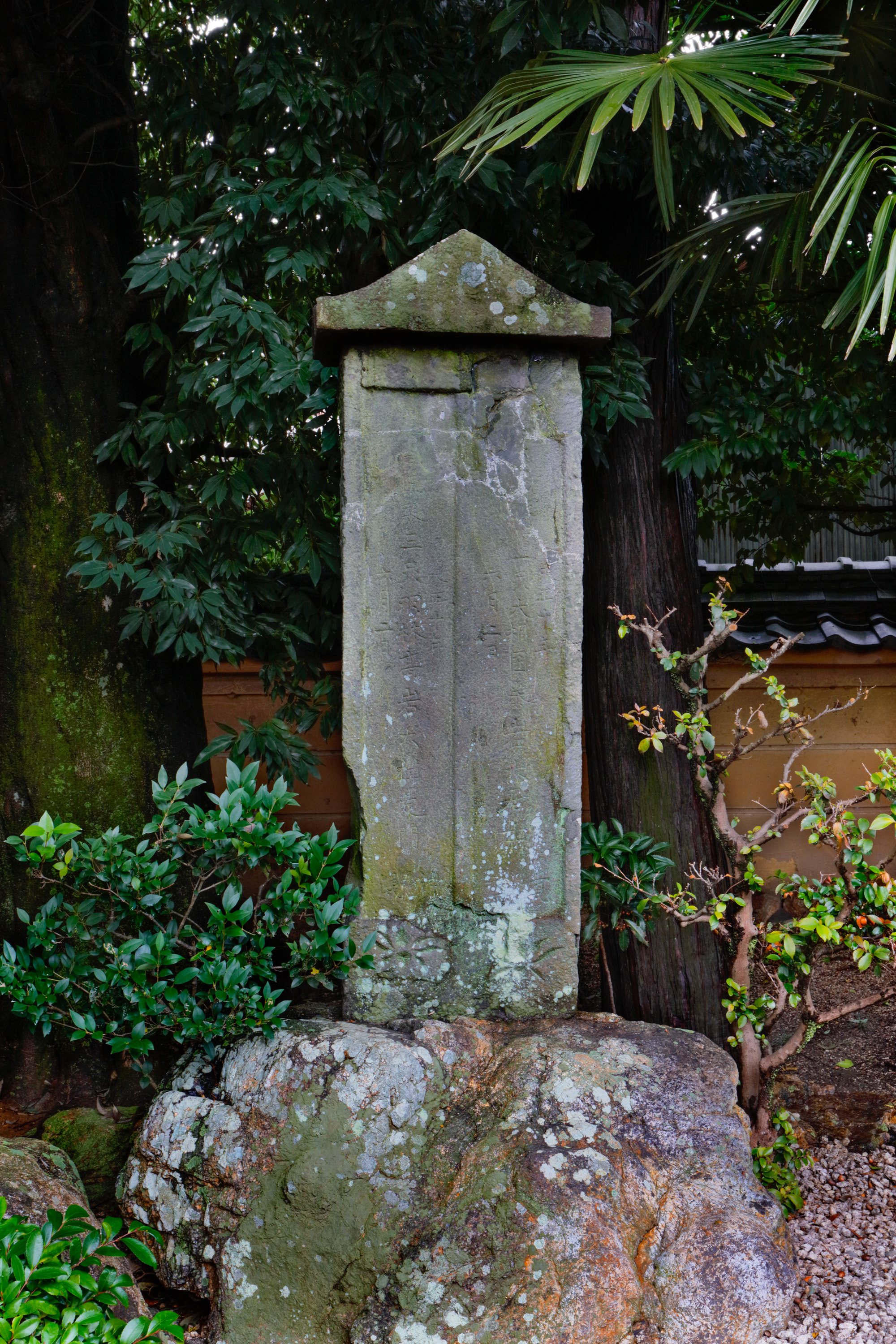
織田信長・信忠父子廟
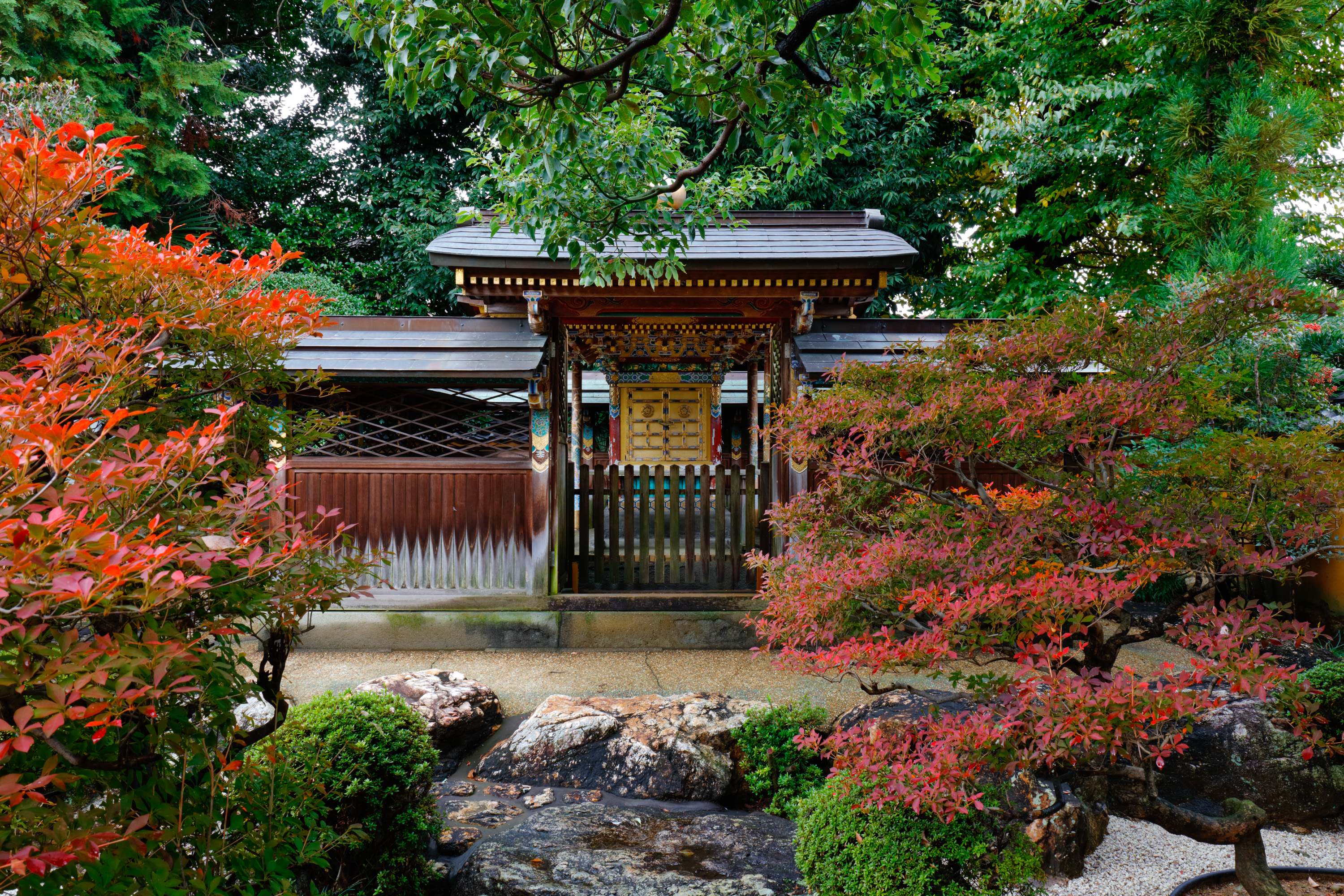
織田信長・信忠父子の位牌堂
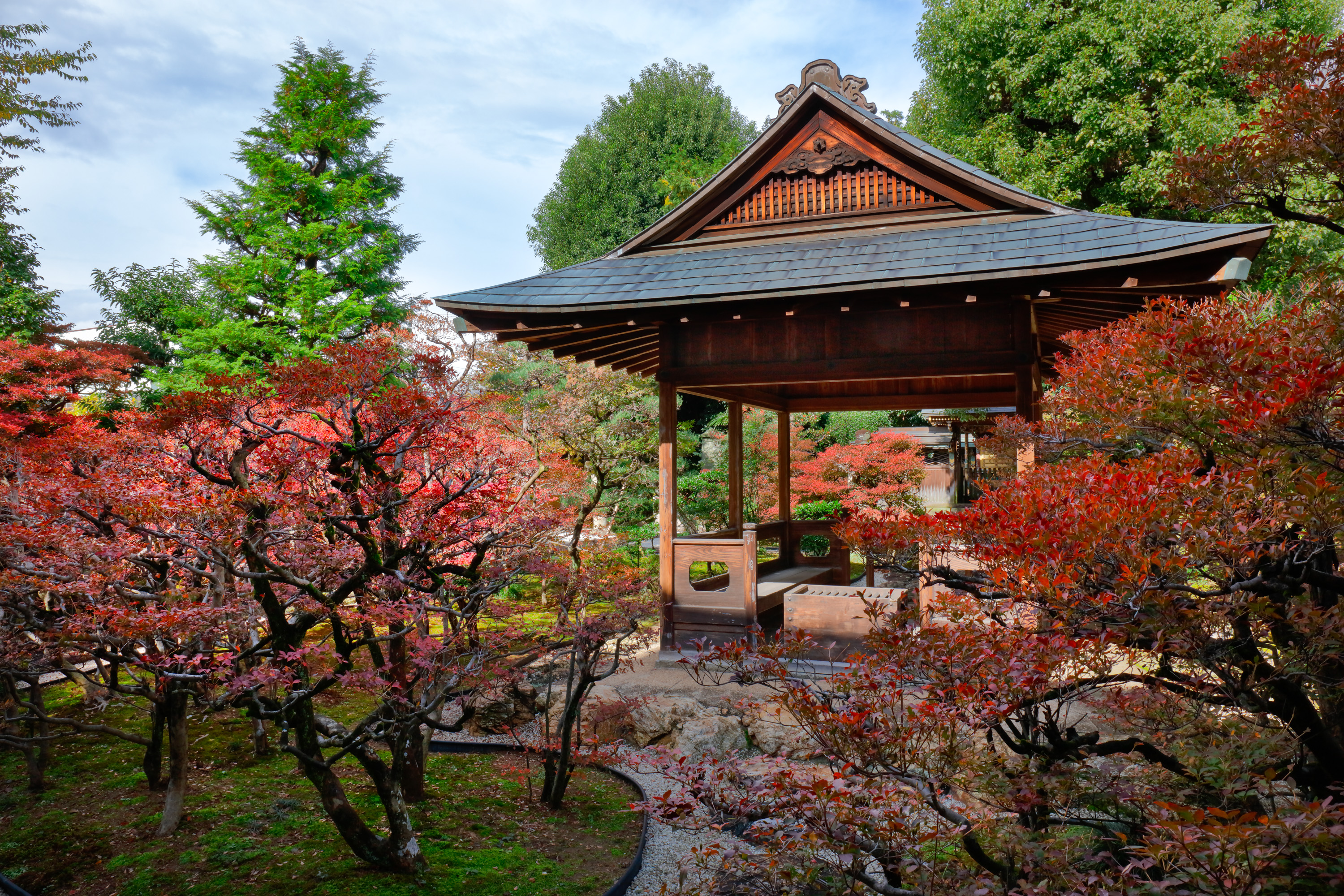
読経堂
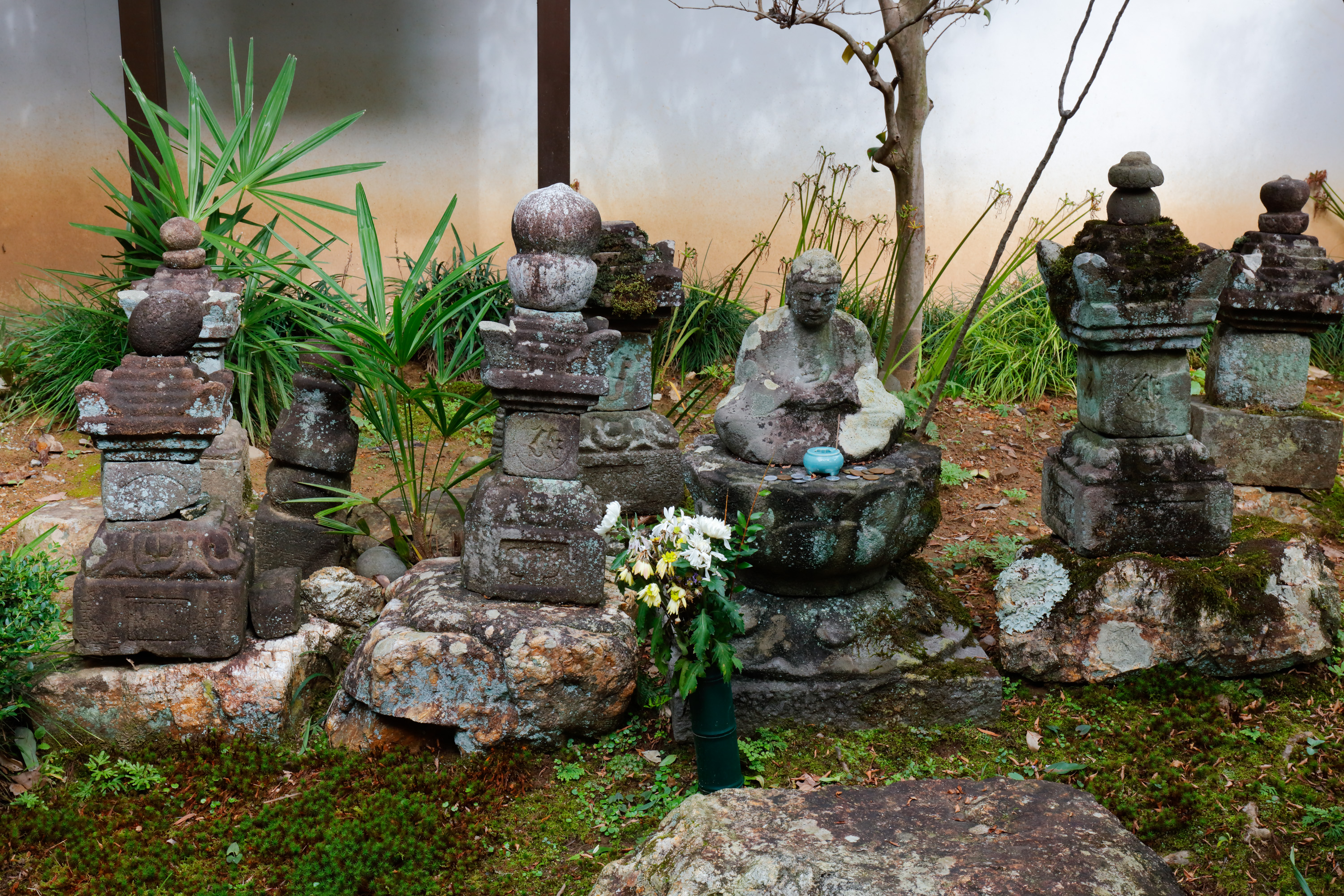
斎藤利匡一族の墓